# بوري (الهند)
بوري هي مدينة، في الهند، تتبع منطقة بوري، بلغ عدد سكانها 201,026 نسمة، رمزها البريدي هو 752001.

## المناخ
يظهر الجدول التالي التغييرات المناخية على مدار السنة لبوري:
| البيانات المناخية لـبوري          | البيانات المناخية لـبوري | البيانات المناخية لـبوري | البيانات المناخية لـبوري | البيانات المناخية لـبوري | البيانات المناخية لـبوري | البيانات المناخية لـبوري | البيانات المناخية لـبوري | البيانات المناخية لـبوري | البيانات المناخية لـبوري | البيانات المناخية لـبوري | البيانات المناخية لـبوري | البيانات المناخية لـبوري | البيانات المناخية لـبوري |
| الشهر                             | يناير                    | فبراير                   | مارس                     | أبريل                    | مايو                     | يونيو                    | يوليو                    | أغسطس                    | سبتمبر                   | أكتوبر                   | نوفمبر                   | ديسمبر                   | المعدل السنوي            |
| --------------------------------- | ------------------------ | ------------------------ | ------------------------ | ------------------------ | ------------------------ | ------------------------ | ------------------------ | ------------------------ | ------------------------ | ------------------------ | ------------------------ | ------------------------ | ------------------------ |
| متوسط درجة الحرارة الكبرى °م (°ف) | 26.8 (80.2)              | 28.4 (83.1)              | 30.2 (86.4)              | 31.4 (88.5)              | 32.5 (90.5)              | 31.8 (89.2)              | 30.6 (87.1)              | 31 (88)                  | 31.6 (88.9)              | 31.7 (89.1)              | 29.4 (84.9)              | 27.2 (81.0)              | 30.2 (86.4)              |
| متوسط درجة الحرارة الصغرى °م (°ف) | 17.7 (63.9)              | 20.4 (68.7)              | 24.1 (75.4)              | 25.9 (78.6)              | 27 (81)                  | 27.1 (80.8)              | 26.6 (79.9)              | 26.5 (79.7)              | 26.5 (79.7)              | 24.8 (76.6)              | 20.4 (68.7)              | 17.1 (62.8)              | 23.7 (74.7)              |
| الهطول مم (إنش)                   | 9 (0.4)                  | 20 (0.8)                 | 15 (0.6)                 | 11 (0.4)                 | 49 (1.9)                 | 182 (7.2)                | 267 (10.5)               | 310 (12.2)               | 245 (9.6)                | 161 (6.3)                | 63 (2.5)                 | 5 (0.2)                  | 1٬337 (52.6)             |
| المصدر:                           |                          |                          |                          |                          |                          |                          |                          |                          |                          |                          |                          |                          |                          |

## أعلام
- أشوك داس
- تشيتانيا